# Campeonato Mundial de Triatlón de 2006
El XVIII Campeonato Mundial de Triatlón se celebró en Lausana (Suiza) el 3 de septiembre de 2006 bajo la organización de la Unión Internacional de Triatlón (ITU) y la Federación Helvética de Triatlón.

## Resultados
| Evento    | Oro                     | Plata                       | Bronce                    |
| --------- | ----------------------- | --------------------------- | ------------------------- |
| Masculino | Timothy Don Reino Unido | Hamish Carter Nueva Zelanda | Frédéric Belaubre Francia |
| Femenino  | Emma Snowsill Australia | Vanessa Fernandes Portugal  | Felicity Abram Australia  |

### Masculino
| Puesto            | Atleta                 | País           |       |         |       | Final   |
| ----------------- | ---------------------- | -------------- | ----- | ------- | ----- | ------- |
| Medalla de oro    | Timothy Don            | Reino Unido    | 17:30 | 1:01:58 | 30:47 | 1:51:32 |
| Medalla de plata  | Hamish Carter          | Nueva Zelanda  | 17:19 | 1:02:05 | 31:02 | 1:51:49 |
| Medalla de bronce | Frédéric Belaubre      | Francia        | 17:15 | 1:02:15 | 31:25 | 1:52:12 |
| 4                 | Kris Gemmell           | Nueva Zelanda  | 17:42 | 1:01:46 | 32:15 | 1:53:01 |
| 5                 | Volodymyr Polikarpenko | Ucrania        | 17:22 | 1:03:16 | 31:01 | 1:53:04 |
| 6                 | Peter Robertson        | Australia      | 17:25 | 1:03:25 | 30:59 | 1:53:06 |
| 7                 | Hunter Kemper          | Estados Unidos | 17:33 | 1:03:06 | 31:06 | 1:53:07 |
| 8                 | Daniel Unger           | Alemania       | 17:28 | 1:02:02 | 32:24 | 1:53:11 |
| 9                 | Andrew Johns           | Reino Unido    | 17:45 | 1:02:55 | 31:21 | 1:53:20 |
| 10                | Javier Gómez Noya      | España         | 17:26 | 1:03:13 | 31:27 | 1:53:27 |

### Femenino
| Puesto            | Atleta            | País           |       |         |       | Final   |
| ----------------- | ----------------- | -------------- | ----- | ------- | ----- | ------- |
| Medalla de oro    | Emma Snowsill     | Australia      | 19:14 | 1:09:48 | 33:35 | 2:04:02 |
| Medalla de plata  | Vanessa Fernandes | Portugal       | 19:06 | 1:09:54 | 34:24 | 2:04:48 |
| Medalla de bronce | Felicity Abram    | Australia      | 20:18 | 1:08:38 | 34:46 | 2:05:13 |
| 4                 | Lauren Groves     | Canadá         | 19:12 | 1:09:52 | 34:57 | 2:05:24 |
| 5                 | Nadia Cortassa    | Italia         | 19:57 | 1:09:01 | 34:56 | 2:05:28 |
| 6                 | Andrea Whitcombe  | Reino Unido    | 19:12 | 1:09:47 | 35:14 | 2:05:46 |
| 7                 | Joelle Franzmann  | Alemania       | 19:05 | 1:09:54 | 35:40 | 2:06:05 |
| 8                 | Laura Bennett     | Estados Unidos | 19:02 | 1:10:00 | 35:51 | 2:06:16 |
| 9                 | Tania Haiböck     | Austria        | 20:07 | 1:08:51 | 35:50 | 2:06:20 |
| 10                | Andrea Hewitt     | Nueva Zelanda  | 19:12 | 1:09:50 | 36:05 | 2:06:33 |

## Medallero
| Núm. | País          | Oro | Plata | Bronce | Total |
| ---- | ------------- | --- | ----- | ------ | ----- |
| 1    | Australia     | 1   | 0     | 1      | 2     |
| 2    | Reino Unido   | 1   | 0     | 0      | 1     |
| 3    | Nueva Zelanda | 0   | 1     | 0      | 1     |
| 3    | Portugal      | 0   | 1     | 0      | 1     |
| 5    | Francia       | 0   | 0     | 1      | 1     |
|      | TOTAL         | 2   | 2     | 2      | 6     |